# Camponotus nywet
Camponotus nywet är en myrart som beskrevs av Bolton 1995. Camponotus nywet ingår i släktet hästmyror, och familjen myror. Inga underarter finns listade.